# Río Marazzi
El río Marazzi es un curso natural de agua que desemboca en el extremo oriente de la bahía Inútil de la isla Grande de Tierra del Fuego.
Risopatrón advierte que también ha sido llamado río Odioso.

## Trayecto
Según el mapa de Risopatrón, Ossandón y Boloña, el río sube hacia el noreste para luego girar bruscamente hacia el oeste. Recibe como afluentes de su lado derecho al río Calafate y al río Domingo. Por su izquierda recibe solamente al río Hondo. Poco antes de su desembocadura bordea al lago Ema.

## Caudal y régimen
El "Plan estratégico de gestión hídrica Tierra del Fuego" de la DGA lo califica como uno de los "ríos menores y chorrillos de escaso desarrollo que llevan agua hacia el Estrecho, entre ellos los ríos o arroyos Marazzi, Riquelme, Bautista, Mc Clelland, Nogueira, Green, Blanco, Woodsend, La Paciencia, Paralelo".: 16 

## Historia
Luis Risopatrón lo describe brevemente en su Diccionario Jeográfico de Chile de 1924:
Marazzi (Rio) 53° 28' 69° 15'. Anuye del E a la costa E de la bahía Inútil, de la isla Grande de Tierra del Fuego. 151, VIII, mapa; i 156; i Odioso en 1, VI, p. 183.

## Población, economía y ecología
Existe un "Proyecto GEF Castor" con el fin de erradicar al castor como especie invasora de la cuenca del río.: 102 